# Lüschow (Goldberg)
Koordinaten: 53° 37′ N, 12° 6′ O
Lüschow ist ein Ortsteil der Stadt Goldberg und gehört heute zum Amt Goldberg-Mildenitz im Landkreis Ludwigslust-Parchim in Mecklenburg-Vorpommern.

## Geografie

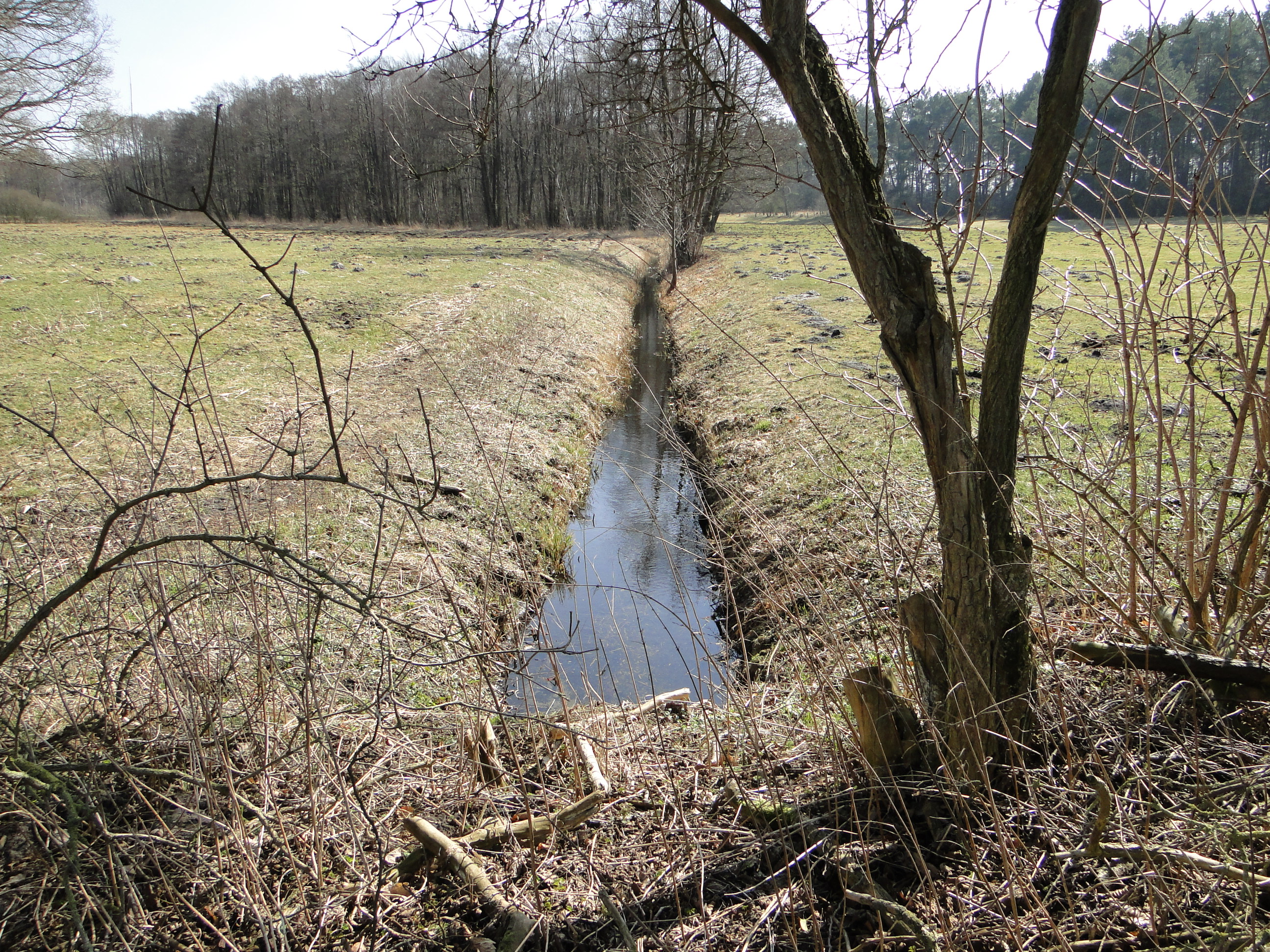
Lüschow-Wiesen mit dem Bach Jasenitz, im Hintergrund der Lüschowsee (2011)

Die kleine Siedlung Lüschow liegt am Nordrand der Feldmark Goldberg, etwa 750 Meter nordöstlich der Bundesstraße 192 am Südwestufer des gleichnamigen Sees Lüschow, dessen Wasserfläche sich jedoch bereits auf Dobbertiner Gemeindegebiet befindet. Der Ort Lüschow liegt im westlichen Teil des Naturparks Nossentiner/Schwinzer Heide.
Die Entfernung zur Kernstadt Goldberg beträgt vier Kilometer. Das Klosterdorf Dobbertin befindet sich zwei Kilometer westlich.
Die bebaute Ortslage befindet sich knapp 50 Meter über dem Meeresspiegel. Westlich des Ortes verläuft die Jasenitz, die kurz darauf in den Dobbertiner See mündet. Als weiteres Gewässer in der Umgebung ist der Borgsee zu nennen, der etwa 700 Meter südöstlich von Lüschow liegt.

## Geschichte
Lüschow ist ein Ort ohne mittelalterliche Überlieferung. Eine slawische Vorgängersiedlung wird vermutet. Der Name Lüschow wird vom slawischen Lis, Liska für Fuchs, aber auch als Personenname Luzcowe, Lucek gedeutet.
Die Ersterwähnung Lüschows erfolgte 1237 während der Grenzbeschreibungen und Erweiterung des Dobbertiner Grundbesitzes: „den See Luzcowe mit der gantzen Bach Jasenitz, da sie in den Jawir (Dobbertiner See) fleust, die Stedte, darauf die Kirche Dobrotin gebawet...“.
Nach der Umwandlung des Mönchs- in ein Nonnenkloster verlegte man sich nach 1237 mehr auf die fruchtbare nördliche Region. Der Lüschow See blieb der Fischerei vorbehalten und diente zur Abgrenzung des neu erworbenen Klostergebietes am Goldberger Stadt Feld. Westlich des Lüschow Sees liegt das Wendfeld mit dem Naturdenkmal Wendeneiche.
Zwischen der Stadt Goldberg und dem Kloster Dobbertin kam es 1735 nach ersten Beschwerden und 1743 wegen Grenzstreitigkeiten an der Lüschow und in Schwinz, der Aufstauung des Jawir Sees (Dobbertiner See) und der Fischereigerechtigkeit im Lüschowsee und der Jasenitz als wüsten Mühlenbach bis 1770 zu Klagen, Begehungen mit Kommissionen, Verhandlungen und Prozessen vor dem Hof- und Landgericht, die sich noch bis 1861 hinzogen. Nach dem Verzicht der Stadt Goldberg auf alle Ansprüche an den Jungfernwiesen und die Lüschow erhob das Kloster 1864 eine Klage an die Stadt Goldberg wegen der Bruchteile im Jawir See (Dobbertiner See). Es ging hier um die Fischerei mit Körben „soweit man darin waten kann, aber nicht mit Kähnen“. Den anschließenden Vergleich mit dem Kloster hätte die Stadt nicht abschließen brauchen, hätten die Stadtvertreter Kenntnis vom Inhalt der alten Klosterurkunden gehabt.

### Der Ort Lüschow
Die ersten Katen, die Häuslereien H 1 und H 2 dürften nach Übereignung des Südteils der Lüschow an Goldberg schon vor 1882 entstanden sein, wie auf dem Messtischblatt von 1882 zu erkennen ist.
Auf Anregung des Goldberger Kaufmanns Heinrich Ehlers begann man 1895 in der Nähe der Kalkbrennerei mit dem Bau von weiteren Siedlungshäusern für Waldarbeiter. 1900 wurden die Häuslereien H 3 und H 4 und nach 1902 das Haus 5 mit den Stallungen am Wald bezogen. Am 30. Juli 1911 fand im Wald ein Kindergottesdienst mit Posaunenchor statt. Erfrischungsgetränke gab es in der Gastwirtschaft bei Drenkhahn. Weitere geplante Häuser kamen nach Beginn des Ersten Weltkrieges nicht mehr zur Ausführung. Nach 1920 widmete man sich mehr der Landwirtschaft und aus der Kalkbrennerei wurde ein Bauernhof mit der Gastwirtschaft Zur deutschen Eiche, die als Ausflugslokal und Pensionat bis zum Zweiten Weltkrieg regen Zuspruch hatte.
Das erste Haus in der Ortslage wird heute mit einem Atelier vom Kunstmaler Horst Meyn bewohnt.

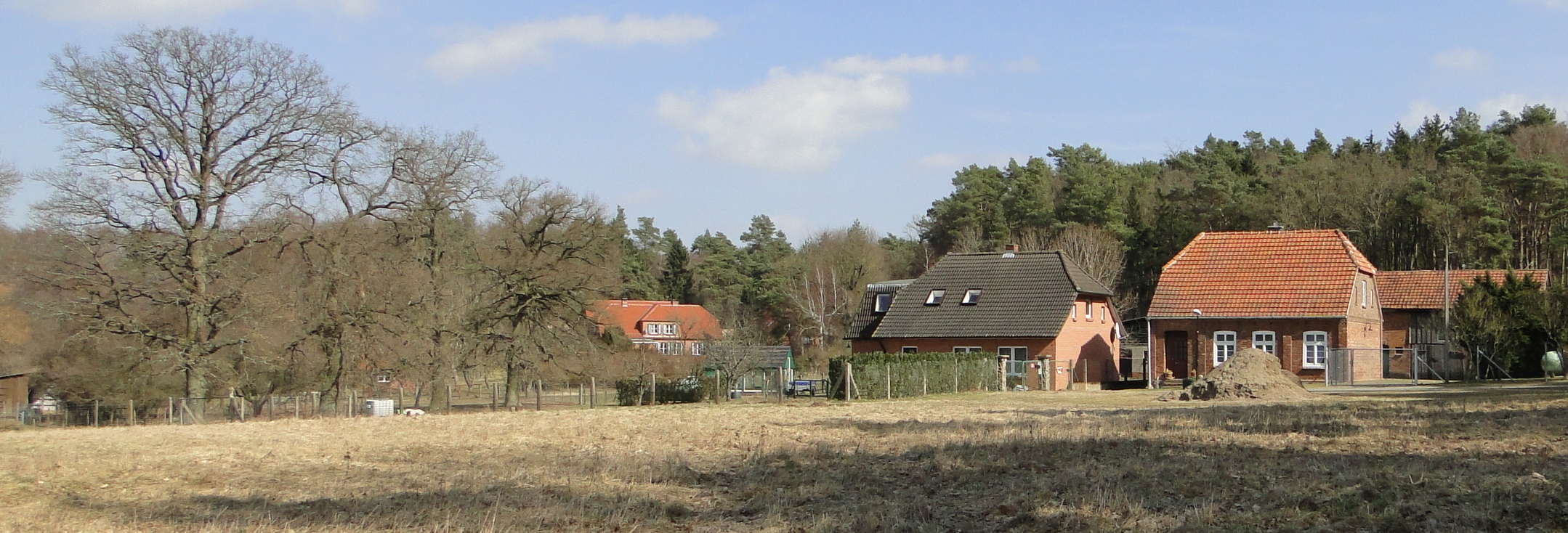
Lüschow, links Wohnhaus des Kalkbrenners mit ehemaliger Gastwirtschaft (2011)

Etwa 750 Meter westlich der ehemaligen Häuslereien befinden sich an der B 192 die verlassenen Reste des 1900 eröffneten Hellbergs-Restaurants. Es führte von aus Goldberg ein Wanderweg dorthin und am Dobbertiner See befand sich eine Badestelle. Zu DDR-Zeiten war es ein Ferienheim der Deutschen Post der DDR. Auch die daneben stehende Villa Seeblick wird nicht mehr bewohnt.

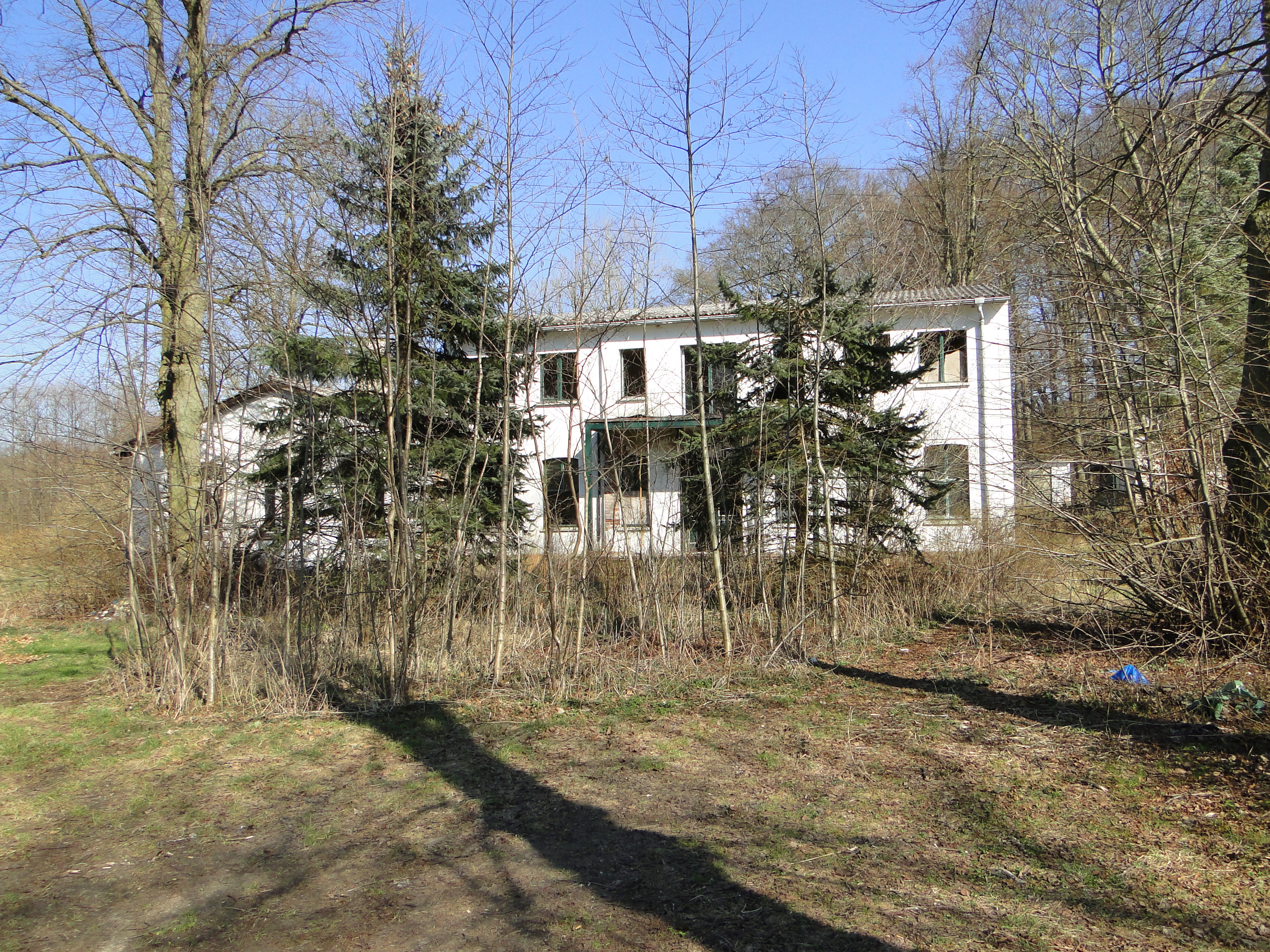
Ehemaliges Ferienheim der Deutschen Post der DDR (2012)
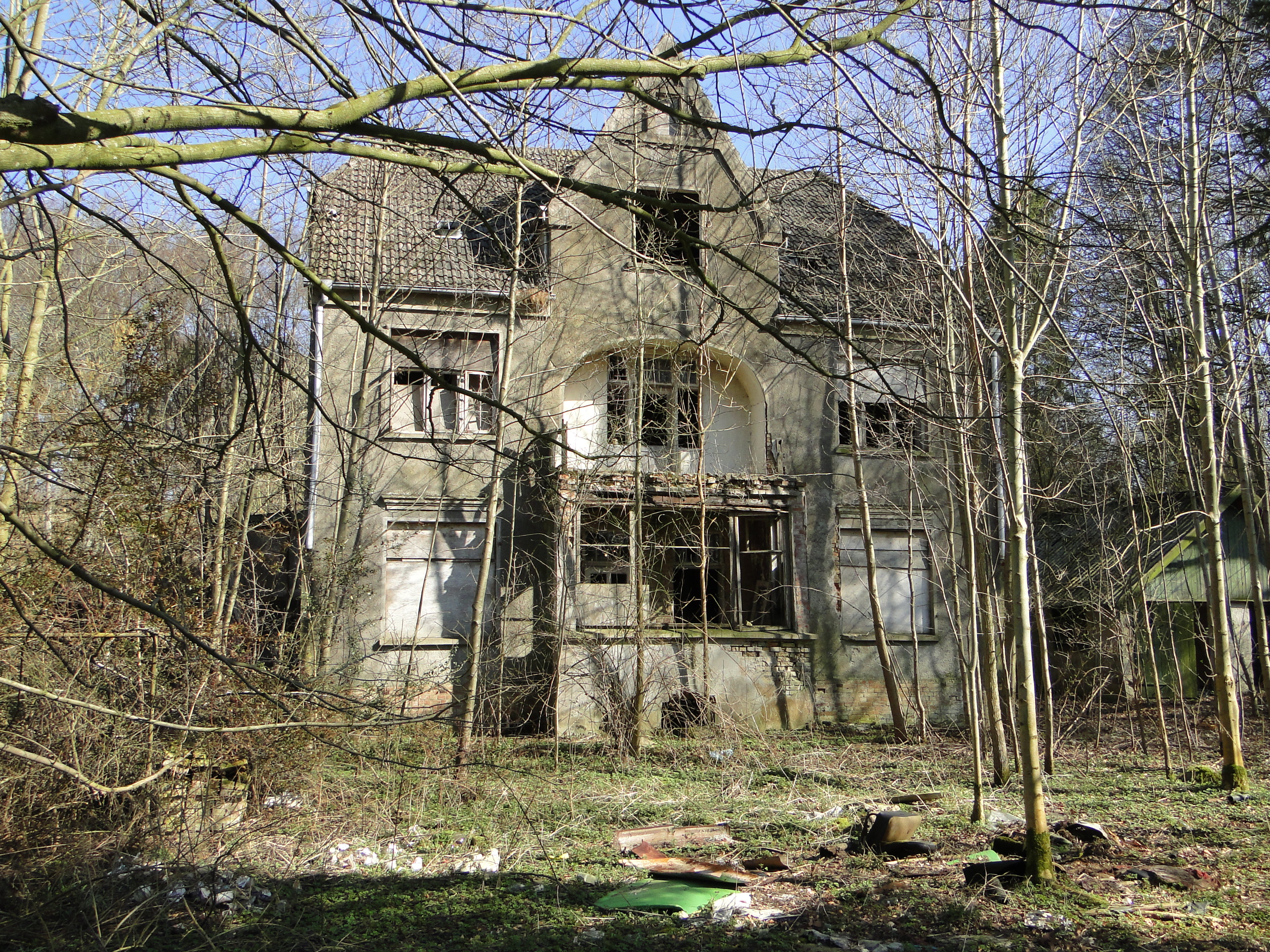
Ruine Villa Seeblick (2012)

### Kalkbrennerei
Vor 1884 wurde westlich des Grenzbaches Jasenitz auf der Goldberger Stadt-Feldmark im Moorbereich am Lüschowsee in großer Tiefe Torf gestochen. Auf dem Lüschower Torfstich beschäftigte der Ziegler Christoph Groth aus Wendisch Waren zeitweise zehn Arbeiter. Beim weiteren Abbau entdeckte man unter dem Torf reinen Wiesenkalk.
Schon im Frühjahr 1883 regte der Goldberger Bürgermeister Meyer an, „den Torf zurückhaltender abzubauen, um sich der Anlegung einer Kalkbrennerei nicht zu berauben“. Am 24. November 1884 schloss der Magistrat und Bürgerausschuss der Stadt Goldberg mit dem Ziegler Christoph Groth einen Vertrag zur Erbauung eines Kalkofens, einer Trockenscheune mit Lagerplätzen und einem Wohnhaus mit Hofraum und Garten auf dem 300 Quadratruten großen Terrain neben dem Pflanzgarten. Hinzu kamen noch die Lüschow-Wiesen zur Ausbeutung des Kalklagers. Die Kalkbrennerei beschäftigte fünf Arbeiter und lief sehr erfolgreich. 1887 wurden 24 Brände durchgeführt.
Am 5. Juni 1897 war in der Goldberger Zeitung zu lesen: „Auf der Lüschower Kalkbrennerei sank vor einigen Tagen der große Bagger, der zur Hebung des Rohkalks verwandt wird. Die Versuche, den Bagger wieder über Wasser zu bringen, blieben bis jetzt erfolglos.“
1900 wurde ein zweiter Ofen neben dem alten errichtet und im ersten Halbjahr 1900 gab es folgende Brandtermine: 21. Januar, 27. Januar, 13. Februar, 27. Februar, 13. März, 16. März. Nach 1904 begann man der Herstellung von Kalksandsteinen. Den Grand, ein gröberer Sand, holte man aus der Davekuhle, einer nördlich des Lüschowsees gelegenen Kiesgrube. 1906 wurden 14.000 Kalksandsteine gefertigt.
Als 1909 nach 25 Jahren die Pachtzeit abgelaufen war, wurde die Kalkbrennerei nebst Wiesen noch im Juni 1909 an den Kalkbrenner Otto Drenkhahn verkauft. Die Hofstelle mit den verschiedenen Gebäuden für die Kalkproduktion schätzte die Sachverständigen-Kommission auf 13.300 Mark. Auf dem Grundstück durfte nun auch eine Gastwirtschaft betrieben werden und durch die Fischerei in den zugehörigen Gewässern gab es kleine Nebeneinnahmen.
Die Kalkbrennerei nannte sich nun Lüschower Kalkwerke. Neben Kalksandsteinen gab es noch gemahlenen kohlensauren Kalk und Ätzkalk für die Wiesendüngung. Die Produktion wurde im Kriegsjahr 1916 eingestellt.

## Natur

### Flächennaturdenkmal
Das 1,45 Hektar große Gelände am Rande des alten Klosterweges von Dobbertin nach Lüschow sind mit seinem typischen Charakter ein selten gewordener alter mecklenburgischer Landweg mit artenreichen Baum-, Strauch- und Krautschichten. Darunter die Roteiche, die Gemeine Esche, Schlehe, Schwarzer Holunder, Weißdorn, die Großblumige Königskerze und der Weichhaarige Hohlzahn.
Der Landweg ist schon auf alten Karten als Weg mit begleitender Allee gekennzeichnet, welcher in direkter Verlängerung von der Lindenstraße des Klosters Dobbertin nach Lüschow führte.

### Naturdenkmal

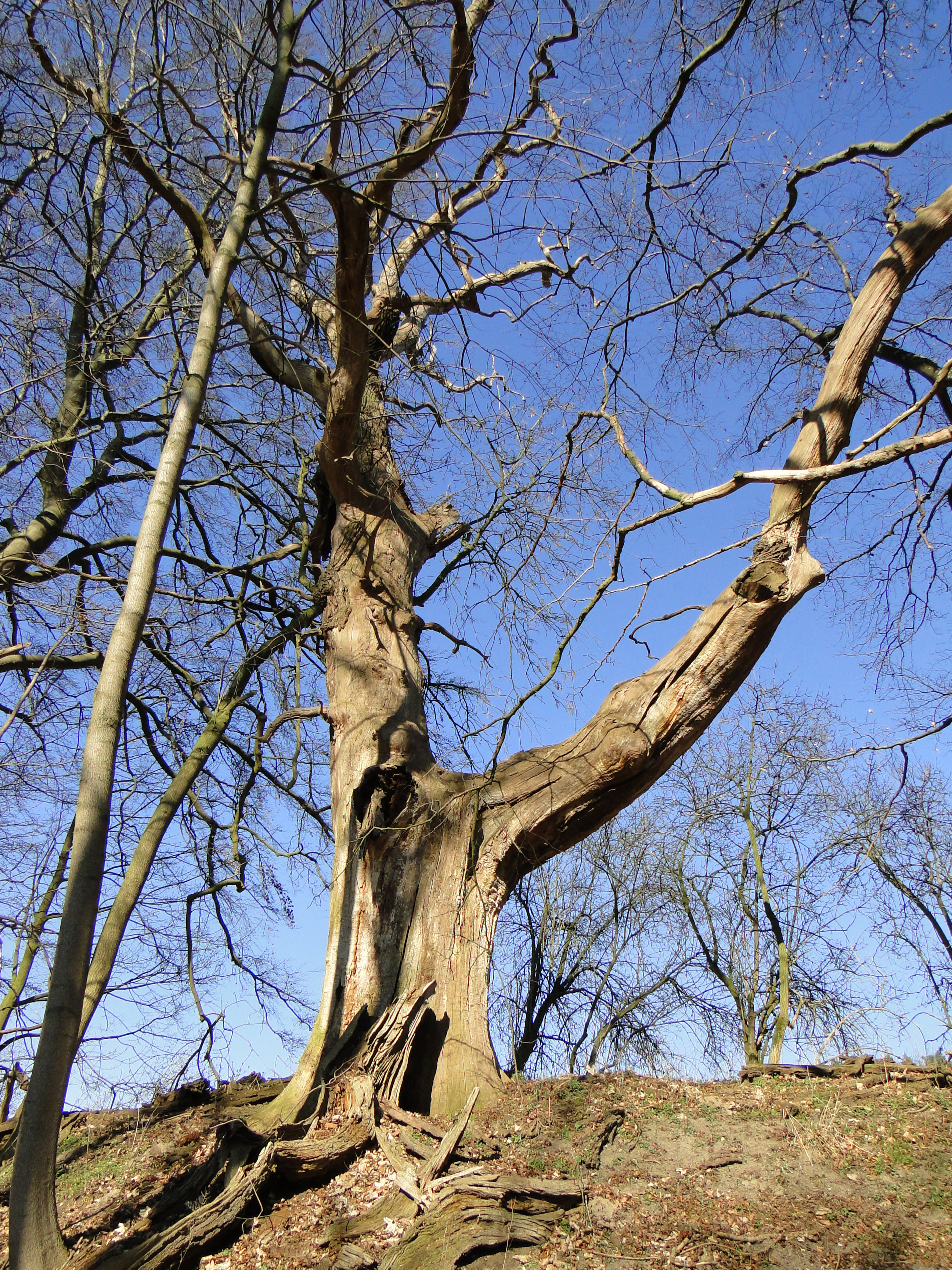
Abgestorbene Wendeneiche (2012)

Die Wendeneiche mit einem Stammumfang von 5,35 Metern steht am Hang des Wendfelds, nordwärts der alten Klosterstraße in Richtung Schwinz. Die trockenen Reste der alten inzwischen abgestorbenen Wendeneiche stehen heute an einer nachgewachsenen, auch schon stärkeren Eiche, deren Krone vom umgrenzenden Rotbuchenwald stark beengt wird. Diese Wendeneiche (Quercus robur) soll zu einer alten slawischen Gerichtsstätte gehört haben.

### Gedruckte Quellen
- Mecklenburgisches Urkundenbuch (MUB)

### Ungedruckte Quellen
Landeshauptarchiv Schwerin (LHAS)
- LHAS 1.5-4/3 Urkunden Kloster Dobbertin
- LHAS 3.2-3/1 Landeskloster/Klosteramt Dobbertin
- LHAS 5.12-4/2 Mecklenburgisches Ministerium für Landwirtschaft, Domänen und Forsten.

Stadtarchiv Goldberg (StAG)
- Akte 36, 429.

## Karten
- Direktorial-Vermessungskarte Von dem Hochadelichen Dobbertinschen Klosteramts 1759.
- Wiebekingsche Karte von Mecklenburg, 1786.
- Topographisch oeconomisch und militaerische Charte des Herzogthums Mecklenburg-Schwerin 1788, Klosteramt Dobbertin mit Sandpropsteien vom Grafen Schnettau.
- Charte von den Besitzungen des Klosters Dobbertin, Abteilung I. 1822, enthält Lüschow, angefertigt nach den vorhandenen Gutskarten Anno 1822 durch S. H. Zebuhr.
- Brouillion von dem Dorffelde Dobbertin zum Hochadel Kloster Dobbertin auf Verordnung Gemeinschaft Directorial Commission vermessen aus 1771 durch F. von See, retcifiert und gezeichnet im Jahre 1824 von C. H. Stüdemann.
- Charte von der Dorffeldmark Dobbertin, vermessen durch F. von See, eingeteilt und chartiert 1842/43 durch H. C. Stüdemann, copiert 1868 durch S. H. Zebuhr.
- Preußische Landes-Aufnahme 1880, 1882. Großherzogthum Mecklenburg-Schwerin.
- Wirtschaftskarte Forstamt Dobbertin 1927/1928.
- Offizielle Rad- und Wanderkarte des Naturparks Nossentiner/Schwinzer Heide, 2010.